# Fujiwara no Munemichi
Fujiwara no Munemichi (藤原宗通, [[[1071]] - 1120] Erro: {{japonês}}: texto da transliteração contém caractere não latino (pos 19) (ajuda), também conhecido como Bomon dainagon) , foi um estadista, membro da corte e político durante o período Heian da história do Japão.

## Vida
Munemichi foi o quinto filho de Fujiwara no Toshiie e pertencia ao Ramo Nakamikado dos Hokke Fujiwara.

## Carreira
Munemichi serviu durante os reinados dos Imperadores: Shirakawa (1084 a 1086); Horikawa (1086 a 1107); Toba (1107 a 1120).
Munemichi ingressou na Corte em 1084 durante o governo do Imperador Shirakawa, passando a servir no Kurōdodokoro. Em  1086 já no governo do Imperador Horikawa foi transferido para Konoefu (Quartel da Guarda do Palácio).
Em 1092, foi nomeado Kurōdonotō (secretário do Kurōdodokoro) além de ser designado Governador da Província de Iyo.
Em 1094, foi nomeado Sangi. Em 1095 foi designado Governador da Província de Bingo e em 1098 promovido a Chūnagon.
Em 1100 Munemichi se torna Comandante do Emonfu (Guarda Externa do Palácio) e Kebiishi-chō (Chefe de Polícia) se aproximando e ganhando cada vez mais confiança do Imperador aposentado Shirakawa. A ponto de que em 1103 ser responsável pela transferência do Príncipe herdeiro para o Palácio Takamatsu.
Em 1108 no governo do Imperador Toba, Munemichi se torna responsável pelo Azechi (Órgão de Supervisão da Administração Publica) e em 1111 promovido a Dainagon.
Em 1115 Munemichi passa a fazer parte do Minbushō (Ministério dos Assuntos Populares) e em 1118 foi nomeado Chūgūshiki (Chefe do Cerimonial da Imperatriz Consorte).
Munemichi veio a falecer em 1120 aos 49 anos de idade, deixando  seu filho Koremichi como herdeiro.
| Precedido por Fujiwara no Toshiie | -- 3º Líder dos Nakamikado Fujiwara 1082-1120 | Sucedido por Fujiwara no Koremichi |